# Rijksvastgoedbedrijf
Het Rijksvastgoedbedrijf (RVB) is de vastgoedorganisatie van de Nederlandse Rijksoverheid. Het RVB is verantwoordelijk voor beheer en instandhouding van vastgoedobjecten in gebruik door de Nederlandse staat. Hieronder vallen onder meer ministeries, kazernes en andere defensieterreinen, rechtbanken, gevangenissen, vliegvelden, havens, belastingkantoren, monumenten, musea en paleizen. 
Het Rijksvastgoedbedrijf is, gezien de departementsoverstijgende taken, onderdeel van het Directoraat-generaal Vastgoed en Bedrijfsvoering Rijk (DGVBR) van het Ministerie van Binnenlandse Zaken en Koninkrijksrelaties en is op 1 juli 2014 functioneel ontstaan door een fusie van de vastgoedonderdelen van het Ministerie van Defensie, waarvan de Dienst Vastgoed Defensie het grootste onderdeel was, de Rijksgebouwendienst, het Rijksvastgoed- en Ontwikkelingsbedrijf en de directie Rijksvastgoed van het Ministerie van BZK. Het Rijksvastgoedbedrijf is een baten-lastendienst/agentschap.
Het Rijksvastgoedbedrijf is lid van de Interdepartementale Commissie Rijksvastgoed (ICRV), waarin alle betrokken beleidsterreinen vertegenwoordigd zijn. De voorzitter is een Directeur-Generaal van het Ministerie van Infrastructuur en Waterstaat.
Het regieoverleg in de Raad voor Vastgoed Rijksoverheid (RVR) onder voorzitterschap van de directeur-generaal van het Rijksvastgoedbedrijf namens het Ministerie van Binnenlandse Zaken en Koninkrijksrelaties is de plaats waar de operationele afstemming plaatsvindt tussen de verschillende vastgoedorganisaties.

## Organisatie
Het Rijksvastgoedbedrijf kent een organisatie van circa 2.223 fte die verantwoordelijk is voor een vastgoedportefeuille met 82.615 hectare aan gronden en 11,7 miljoen m² bruto vloeroppervlak en een waarde van 15,5 miljard euro op de Staatsbalans. Aan het hoofd van het Rijksvastgoedbedrijf staat de directeur-generaal (DG). Daaronder ressorteren vijf directies:
- Directie Portefeuillestrategie en portefeuillemanagement
- Directie Transacties en Projecten
- Directie Vastgoedbeheer
- Directie Financiën & Bestuursadvisering
- Directie Gebieds- en Vastgoedontwikkeling

Ook de Rijksbouwmeester maakt deel uit van het Rijksvastgoedbedrijf. 
De hoofdvestiging van het Rijksvastgoedbedrijf bevindt zich in Den Haag, daarnaast zijn er vestigingen in de regio’s Noord, Midden, en Zuid, en op operationele locaties zoals Duitsland en het Caribisch gebied.